# 史黛西·麥克馬納斯
史黛西·麥克馬納斯（英語：Stacey McManus，1989年4月12日—）是一名出生於澳大利亞新南威爾士州的壘球選手，司職二壘手，目前效力於國家職業快速壘球聯盟澳大利亞胡椒。她曾隨隊參加2012年、2014年世界女子壘球錦標賽，結果獲得銅牌。

## 外部連結
- 史黛西·麥克馬納斯的Instagram帳戶